# Croton purpurascens
Croton purpurascens là một loài thực vật có hoa trong họ Đại kích. Loài này được Y.T.Chang mô tả khoa học đầu tiên năm 1986.